# 塔姆茵·瑟斯沃克
塔姆茵·瑟斯沃克（英語：Tammin Pamela Sursok；1983年8月19日—），是一位澳大利亞女演員和歌手，因參與電視節目《美少女的謊言》讓她提名日間艾美獎最佳年輕女演員。

## 簡介
瑟斯沃克出生於南非約翰尼斯堡，4歲時就與家人移居澳大利亞雪梨，她的母親Julie贏得了最佳女歌手獎之前離開澳大利亞的家庭，因為她是一個訓練有素的古典鋼琴家和吉他手，瑟斯沃克的演技和音樂的家庭長大，父親是一個營銷的執行，她有一個姐姐蜜雪兒和弟弟孝恩。
瑟斯沃克也自6歲跳起舞，並參與了在悉尼青年音樂劇，她追求她的表演，音樂和舞蹈的利益。瑟斯沃克出席三位一體的演講與戲劇，精加工高的區別，但在她的最後幾年中，她的研究，同時出席的Ravenswood學校的悉尼女子學院演講和戲劇。

## 個人生活
瑟斯沃克與同演員西恩·麥克尤恩於2011年結婚。

## 影視作品

### 電影
| 年分 | 中文譯名           | 英文譯名      |
| ---- | ------------------ | ------------- |
| 2006 | 人魚公主的愛情魔法 | Aquamarine    |
| 2009 | 穿越國境           | Crossing Over |

### 電視節目
| 年分  | 中文譯名     | 英文譯名            |
| ----- | ------------ | ------------------- |
| 1998- | 遠離家園     | Home and Away       |
| 2010- | 美少女的謊言 | Pretty Little Liars |

## 外部連結
- 塔姆茵·瑟斯沃克在互联网电影资料库（IMDb）上的資料（英文）
- 塔姆茵·瑟斯沃克的X（前Twitter）
- 塔姆茵·瑟斯沃克的Instagram帳戶